# Ubaldo Righetti
Ubaldo Righetti (Sermoneta, 1 maart 1963) is een Italiaans voormalig voetballer.
Righetti begon zijn loopbaan als verdediger in 1980 bij AS Roma. Met Roma werd hij Italiaans kampioen in 1983 en won hij driemaal de Coppa Italia (1981, 1985, 1986). Na meer dan honderd wedstrijden voor Roma ging hij in 1987 naar Udinese Calcio. Na één seizoen ging hij voor US Lecce spelen en in 1990 ging hij naar Pescara Calcio waar hij in 1994 zijn loopbaan besloot.
Hij kwam tussen 1983 en 1985 in totaal acht keer uit voor het Italiaans voetbalelftal. Onder leiding van bondscoach Enzo Bearzot maakte hij zijn debuut voor de nationale ploeg op 16 november 1983 in de EK-kwalificatiewedstrijd tegen Tsjecho-Slowakije (2-0) in Praag.